# Juan Palarea y Blanes
Juan Palarea i Blanes, anomenat el Médico (Múrcia, 27 de desembre de 1780 - Cartagena, 7 de març de 1842), va ser un militar espanyol, cap guerriller durant la guerra del francès.

## Infància i joventut
Va néixer a Múrcia el 27 de desembre de 1780 en el si d'una família acomodada al barri de San Andrés. Els seus primers estudis els va realitzar amb els franciscans, passant a continuació al Seminari Major de San Fulgencio de la seva ciutat natal, encara que no va acabar els seus estudis sacerdotals. Va estudiar Medicina a Saragossa i quan va finalitzar es va anar a Madrid a la recerca de treball. Al cap d'un temps va aconseguir una plaça de metge a Villaluenga de la Sagra, on va estar exercint fins a la invasió napoleònica.

## Participació en la Guerra del Francès
En el mes de maig organitza una guerrilla per combatre els francesos, començant amb catorze homes i establint-se al castell de l'Àguila, situat en el terme municipal de Villaluenga de la Sagra (Toledo), però als tres mesos s'havia convertit en una unitat que manava amb el grau d'alferes. El seu primer combat es produeix en la ribera del Guadarrama en emboscar a un destacament francès de vint homes. Participa en les batalles d'Alhama, Las Navas del Marqués i San Martín de Valdeiglesias al llarg de 1809. En 1810 manté enfrontaments a Marrupe, Navalcarnero, Galapagar, Zarzuela de la Montaña, pineda de Trabadillo, pont d'Oño, pont d'Estreño, acostant-se a Madrid a l'agost i atacant als francesos a la Casa de Campo. Després es va replegar fins al vall del Tiétar, i a final d'any disposava d'una partida de 270 homes i era ascendit al grau de tinent coronel.
En la batalla en l'ermita de Yuncler va atacar un destacament de tropes franceses. Davant l'atac guerriller, els francesos es van refugiar en una ermita de Yuncler. Juan Palarea, per fer-los sortir, observant el fort vent en direcció a l'ermita, va demanar al poble i guerrillers de Yuncler que portessin sofre, pebre i pimentó. Juliana Carrillo, ciutadana de Yuncler, va ser l'encarregada de proporcionar-los-hi i encendre la foguera amb aquests productes. L'aire es va fer tan irrespirable que els francesos van haver de sortir de l'ermita, sent capturats pels guerrillers espanyols. Per aquesta victòria li van concedir anys més tard la Creu de Sant Ferran.
En 1811 ja disposa de 660 genets, i la seva milícia col·labora amb el V Exèrcit anomenant-se Esquadrons Francs Numantins. A la Batalla dels Arapiles la seva col·laboració entorpint les comunicacions de Marmont li va suposar que el duc de Wellington l'obsequiés amb el seu sabre. És nomenat governador de Toledo i el 25 de setembre de 1812 proclama la vigència de la Constitució. Poc després les seves tropes van passar a formar part de l'exèrcit regular amb el nom de Regiment d'Hússars Numantins, integrat en la Divisió de Navarra. D'aquesta manera en 1814 participa en la batalla dels alts Sorauren.
En 1815 es casa amb María de Soto Díaz. En els anys següents va ocupar diferents destinacions, entre ells Villafranca de los Barros a Badajoz, encara que aconsegueix tornar a un regiment de Madrid en 1820.

## Trienni liberal i Restauració absolutista
Després del triomf liberal en 1820 és elegit diputat a Les Corts, formant part del grup parlamentari dels liberals exaltats.
Davant la restauració absolutista a Espanya és nomenat governador militar de Santoña, enfrontant-se al general francès D'Albignal que li va derrotar entre Lleó i Oviedo. De nou va sofrir una derrota en Gallegos del Campo al costat del general Roselló i quan es retiraven feia Zamora, van tornar a ser vençuts i capturats pel general Bourque. És enviat a França com a presoner, però aconsegueix evadir-se i s'instal·la a Anglaterra, des d'on participa en diversos intents per restablir l'ordre democràtic, fins que en 1833 torna a Espanya.

## Primera guerra carlista
En 1835 el govern de la reina Maria Cristina el nomena cap de les forces d'Aragó i mariscal de camp, aconseguint vèncer per dues vegades al general Cabrera. En 1836 és nomenat capità general de València i Múrcia i posteriorment de Jaén i Granada. No obstant això, el gener de 1839 és rellevat del càrrec i nomenat senador, encara que mai va exercir com a tal. Després de l'aixecament del 7 d'octubre de 1841 va ser acusat de participar-hi i enviat al penal de Cartagena, on mor el 7 de març de 1842 en estranyes circumstàncies mai aclarides.